# Zonsverduisteringen van 1561 t/m 1570
De periode 1561 t/m 1570 bevat 22 zonsverduisteringen. Deze zijn onderverdeeld in de volgende typen:
- 5 totale
- 7 ringvormige
- 3 hybride
- 7 gedeeltelijke

## Overzicht
Onderstaand overzicht bevat alle details van deze zonsverduisteringen.
| Datum        | UTC op Max | Type         | Stijl                         | Saros nr | Magni- tude | Lengte op Max | Coördinaten op Max |
| ------------ | ---------- | ------------ | ----------------------------- | -------- | ----------- | ------------- | ------------------ |
| 14 feb. 1561 | 07:39:21   | ringvormig   | centraal                      | 123      | 0.9670      | 3m 30s        | 3.4n 62.6o         |
| 11 aug. 1561 | 00:27:07   | ringvormig   | centraal                      | 128      | 0.9956      | 0m 27s        | 6.5z 165.5o        |
| 3 feb. 1562  | 17:27:33   | totaal       | centraal                      | 133      | 1.0091      | 0m 41s        | 48.6n 114.5w       |
| 31 juli 1562 | 05:16:46   | gedeeltelijk |                               | 138      | 0.7034      | -             | 62.2z 45.1o        |
| 25 dec. 1562 | 21:58:40   | gedeeltelijk |                               | 105      | 0.8217      | -             | 64.6z 4.6o         |
| 20 juni 1563 | 15:30:55   | ringvormig   | centraal                      | 110      | 0.9564      | 2m 49s        | 81.3n 55.3o        |
| 15 dec. 1563 | 11:55:49   | hybride      | centraal                      | 115      | 1.0020      | 0m 10s        | 50.3z 6.8o         |
| 8 juni 1564  | 22:26:49   | hybride      | typevolgorde T-A              | 120      | 1.0174      | 1m 44s        | 30.8n 155.4w       |
| 3 dec. 1564  | 19:52:06   | ringvormig   | centraal                      | 125      | 0.9487      | 6m 42s        | 8.8z 119.2w        |
| 29 mei 1565  | 12:15:00   | totaal       | centraal                      | 130      | 1.0629      | 5m 57s        | 16.5z 3.7w         |
| 22 nov. 1565 | 20:49:55   | ringvormig   | centraal                      | 135      | 0.9092      | 9m 37s        | 51.4n 130.5w       |
| 19 apr. 1566 | 21:56:01   | gedeeltelijk |                               | 102      | 0.6610      | -             | 70.5n 73.9o        |
| 19 mei 1566  | 05:21:00   | gedeeltelijk |                               | 140      | 0.3507      | -             | 68.1z 110.7o       |
| 13 okt. 1566 | 03:59:23   | gedeeltelijk |                               | 107      | 0.3939      | -             | 71.1z 8.6w         |
| 9 apr. 1567  | 11:04:08   | hybride      | centraal                      | 112      | 1.0020      | 0m 11s        | 38.9n 4.9o         |
| 2 okt. 1567  | 13:20:27   | totaal       | centraal                      | 117      | 1.0200      | 1m 42s        | 39.7z 34.9w        |
| 28 mrt. 1568 | 17:04:21   | ringvormig   | centraal                      | 122      | 0.9507      | 6m 10s        | 8.1z 70.5w         |
| 21 sep. 1568 | 04:25:02   | totaal       | centraal                      | 127      | 1.0615      | 5m 32s        | 5.8n 114.6o        |
| 17 mrt. 1569 | 17:21:18   | ringvormig   | niet centraal geen zuiddgrens | 132      | 0.9489      | -             | 72.1z 3.1o         |
| 10 sep. 1569 | 20:48:16   | totaal       | centraal                      | 137      | 1.0428      | 2m 55s        | 57.4n 103.4w       |
| 5 feb. 1570  | 04:34:49   | gedeeltelijk |                               | 104      | 0.6475      | -             | 70.9n 66.6o        |
| 1 aug. 1570  | 22:00:22   | gedeeltelijk |                               | 109      | 0.8623      | -             | 70.4z 171.9o       |

### Legenda
| Kolomhoofd         | Uitleg                                                                                                |
| ------------------ | --- |
| Datum              | Datum op het moment van het maximum van de eclips                                                     |
| UTC op Max         | Tijd in UTC op het moment van het maximum van de eclips                                               |
| Type               | Type van de eclips                                                                                    |
| Stijl              | Binnen een type zijn verschillende stijlen mogelijk                                                   |
| Sarosnr            | Het nr van de sarosreeks waartoe de eclips behoort                                                    |
| Magnitude          | Percentage van verduistering van de middellijn van de zon op het moment van het maximum van de eclips |
| Lengte op Max      | Tijdsduur van de eclips op de plek met het maximum                                                    |
| Coördinaten op Max | Coördinaten op het moment van het maximum van de eclips                                               |